# Blephilia
Blephilia — рід багаторічних трав'янистих від слабко до сильно ароматних рослин поширених у східних частинах Канади й центральних і східних частинах США.

## Біоморфологічна характеристика
Листки від яйцеподібних до ланцетоподібних або еліптичні, від пилчастих до зубчастих. Приквітки від яйцеподібних до ланцетоподібних. Чашечка циліндрична, 5-лопатева (3/2), задні частки частково зрощені, утворюючи довгу верхню губу, передні частки коротші, вільні над трубкою, горло рідко волохате. Віночок від пурпурового до білого, 2-губий, (1/3), задня губа ціла, передня губа 3-лопатева, серединна частка вужча, ніж бічні, трубка вигнута. Тичинок 2. Горішки від еліпсоїдних до яйцюватих, неясно трикутні, гладкі, голі.

## Середовище проживання
Рослини найчастіше населяють відкриті ділянки, болотисту місцевість і вологі ліси.

## Види
Рід містить 3 види: 
1. Blephilia ciliata (L.) Raf. ex Benth.
2. Blephilia hirsuta (Pursh) Benth.
3. Blephilia subnuda Simmers & Kral